# 庫圖佐夫大街

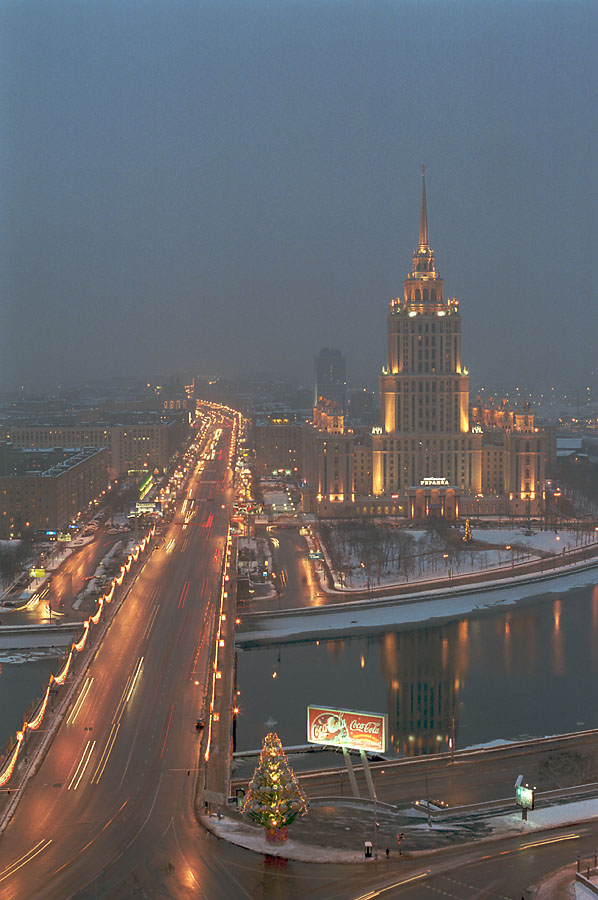
烏克蘭飯店前的庫圖佐夫大街

庫圖佐夫大街（俄语：Куту́зовский проспе́кт）是俄羅斯首都莫斯科的一條街道。呈東西走向，東起新阿爾巴特街（新阿爾巴特橋），西接莫扎伊斯克公路，最後通往斯摩棱斯克。長8.3公里。
街名紀念帶領俄羅斯擊退拿破崙侵略的米哈伊爾·庫圖佐夫元帥。